# Новое кладбище (Смоленск)
Новое кладбище (7-й километр) — кладбище в Смоленске.

## Месторасположение
Кладбище располагается на 7-м километре Рославльского шоссе в черте Смоленска. 